# Soundtrack Poděbrady
Soundtrack Poděbrady, celým názvem Mezinárodní festival filmové hudby a multimédií Soundtrack Poděbrady, je festival filmové hudby v Poděbradech v okrese Nymburk v České republice, který od roku 2016 přináší spojení filmové hudby a multimédií a nabízí mezinárodní program největších hvězd filmového hudebního průmyslu. Za vznikem festivalu stojí producent, skladatel, textař a autor filmové hudby Michal Dvořák, člen skupiny Lucie.

## Historie
Festival se poprvé konal v roce 2016, kdy v Poděbradech proběhl nultý ročník. Byl pouze jednodenní a jeho hlavními cíli bylo přiblížit divákům jeho budoucí podobu a zajistit, aby následující ročník proběhl bez problémů. O rok později již byl festival čtyřdenní, což platí i pro ročníky následující.
Z důvodu pandemie covidu-19 byla vystoupení plánovaná na rok 2020 odložena na rok příští. Samotný ročník 2020 zrušen nebyl, proběhl ale v odlišné podobě. V létě 2021 byl program původně plánovaný na rok 2020 odsunut ještě o jeden rok.

## Ročníky a hlavní program

### 1. ročník (27. srpna 2016)
- nejznámější písně z filmů zahrané živým orchestrem s promítáním na zámecké zdi

### 2. ročník (24. – 27. srpna 2017)
- koncert kapely Lucie
- Jaroslav Uhlíř s kapelou
- Jan P. Muchow a jeho hudební projekt The Antagonist za doprovodu Komorní filharmonie Pardubice
- velkoplošná projekce filmu Tři oříšky pro Popelku za doprovodu Prague Symphonic Ensemble
- skladatel Nicola Piovani s Filharmonií Hradec Králové
- HBO – Hra o trůny a další hudba ze známých seriálů[7][8]

### 3. ročník (30. srpna – 2. září 2018)
- kapela Čechomor a paralelní velkoplošná projekce filmového projektu Rok ďábla
- promítání pohádky Ať žijí duchové! s hudebním překvapením
- velkoplošná projekce nejpopulárnějších scén z filmů s hudbou Ondřeje Soukupa za doprovodu symfonického orchestru
- hvězdy StarDance tančí na filmové melodie v choreografiích od Jana Ondera
- skladatel Éric Serra s kapelou a multimediální show
- pohádka S čerty nejsou žerty za doprovodu symfonického orchestru
- show Vivaldianno promítaná zámek za doprovodu orchestru a violoncellistky Tiny Guo
- soundtrack ze hry Kingdom Come: Deliverance pod vedením Jana Valty zahraný Filharmonií Hradec Králové[9][10][11]

### 4. ročník (29. srpna – 1. září 2019)
- Petr Kroutil a jeho swingové uskupení Original Vintage Orchestra
- Šakalí léta pod vedením autora hudby Ivana Hlase
- hvězdy StarDance, z pohádky do pohádky
- projekce filmu Amadeus za účasti 52 členů Filharmonie Hradec Králové a 36 sboristů Kühnova smíšeného sboru, diriguje Ernst van Tiel
- velkoformátové promítání pohádky Šíleně smutná princezna se živým provedením hudby, jejíž zpěv doplní Berenika Kohoutová a Jan Cina
- We Will Rock You, hity kapely Queen za doprovodu sedmičlenné profesionální kapely pod hudební supervizí Honzy Křížka[12][13]

### 5. ročník (27. – 30. srpna 2020)
Z důvodu pandemie covidu-19 byla vystoupení plánovaná na rok 2020 přesunuta na rok 2021. Ročník ale zrušen nebyl, nahradil jej čtyřdenní program, který celý zdarma probíhal v lázeňském parku. Hlavním bodem ročníku byl koncert Ondřeje Soukupa, který jako jediný proběhl na parkovišti u poděbradského zámku. Soukupa doprovodili hudebníci z Filharmonie Hradec Králové, kteří zahráli písně z filmů Tmavomodrý svět, Kolja, Vratné lahve nebo Akumulátor 1. Koncert byl doplněn velkoformátovým promítáním na zámecké zdi. Na festivalu měla světovou premiéru multimediální show iMucha.

### 6. ročník (26. – 29. srpna 2021)
Z důvodu pandemie covidu-19 byla vystoupení původně přesunutá z roku 2020 na rok 2021 ještě o další rok odsunuta. I v tomto roce tak měl festival náhradní čtyřdenní program, který celý zdarma probíhal v lázeňském parku a u zámku. V rámci hlavního programu se v průběhu festivalu představili Petr Kroutil a jeho Original Vintage Orchestra, Katarína Knechtová, Miroslav Žbirka s kapelou, skupina Čechomor v koncertní show The Best of Soundtrack a nakonec Moravia Brass Band s Annou Slováčkovou a Milanem Peroutkou. Novinkou festivalu bylo velkoformátové promítání hollywoodských filmů na zdi zámku, k vidění byly filmy Casino Royal, Rocketman, Moulin Rouge a pohádka S čerty nejsou žerty.

### 7. ročník (25. – 28. srpna 2022)
- Jiří Ševčík & Pirate Swing Band s hity z českých i světových filmů
- velkoformátová projekce pohádky Lotrando a Zubejda s živou hudbou
- Skyfall in Concert, velkoformátová projekce filmu Skyfall s hudbou v podání Filharmonie Hradec Králové pod vedením dirigenta Ernsta van Tiela
- Kryštof Marek: The Night is Waiting[16]

### 8. ročník (24. – 27. srpna 2023)
- promítání filmu Il Boemo
- koncert uskupení Tros Discotequos[pozn. 1]
- promítání filmu Je třeba zabít Sekala v koncertním provedení za doprovodu Filharmonie Hradec Králové
- projekt Honza Ponocný: Alice Nellis in Concert představující hudbu z filmů Alice Nellis v doprovodu The Deep Blue Sea Orchestra
- koncert skupiny Buty s podtitulem Filmová jízda
- vystoupení Václava Neckáře s kapelou Bacily
- Ondřej Havelka a jeho Melody Makers s programem Poklad na stříbrném plátně

## Návštěvnost
| Ročník | Rok  | Datum           | Návštěvnost |
| ------ | ---- | --------------- | ----------- |
| 1.     | 2016 | 27. 8.          | 15 000      |
| 2.     | 2017 | 24. 8. – 27. 8. | >30 000     |
| 3.     | 2018 | 30. 8. – 2. 9.  | >30 000     |
| 4.     | 2019 | 29. 8. – 1. 9.  | 33 000      |
| 5.     | 2020 | 27. 8. – 30. 8. | —           |
| 6.     | 2021 | 26. 8. – 29. 8. | —           |

## Cena festivalu
Soundtrack cena se uděluje za mimořádný přínos české nebo světové filmové hudbě. Doposud ji obdrželi hudební skladatelé Eric Serra, Nicola Piovani, Ondřej Soukup, Ivan Hlas, Jaroslav Uhlíř, Jan Hammer ml., in memoriam Petr Hapka, Petr Skoumal, Karel Svoboda, Radim Hladík a textař Ivo Fisher. Speciální cenu obdržela také violoncellistka Tina Guo, skladatelé hudby k počítačové hře Kingdom Come: Deliverance Jan Valta a Adam Sporka z Warhorse Studios, zástupce umělecké agentury William Morris Endeavor a nizozemský dirigent Ernst van Tiel. Soška vznikla ve spolupráci se sochařem a designerem Stefanem Milkovem a tradiční českou firmou Preciosa.